# 龍野インターチェンジ
龍野インターチェンジ（たつのインターチェンジ）は、兵庫県たつの市にある、山陽自動車道のインターチェンジ。

## 歴史
- 1990年（平成2年）7月31日：山陽姫路西IC - 龍野西IC間開通に伴い、供用開始[1]（当時の名称は「竜野IC」）。
- 2003年（平成15年）3月29日：龍野西ICと同時に竜野→龍野に名称変更。
- 2025年（令和7年）3月4日 : 料金所がETC専用になる[2]。

## 周辺
- ヒガシマル醤油

## 接続する道路
- 直接接続
  - 兵庫県道29号網干たつの線

## 料金所
- ブース数：8

### 岡山方面
- ブース数：4

#### 入口
- ブース数：2　
  - ETC専用：1　
  - サポート：1

#### 出口
- ブース数：2　
  - ETC専用：1　
  - サポート：1

### 神戸方面
- ブース数：4

#### 入口
- ブース数：2　
  - ETC専用：1　
  - サポート：1

#### 出口
- ブース数：2　
  - ETC専用：1　
  - ETC/サポート：1

## 龍野バスストップ
龍野バスストップ（たつのバスストップ）は、兵庫県たつの市にある、山陽自動車道龍野インターチェンジに併設されたバス停留所。
以前は竜野（たつの）であったが、現在は龍野に変更されている。
三ノ宮 - 岡山線各停便が停車していたが、2005年8月25日ダイヤ改正以降1日1往復しか停車しなくなった。その後2020年9月1日からは運休となり、2021年4月1日からは各停便の設定もなくなったため停車する路線はなくなった。

## 停車する路線
なし

## 過去に停車していた路線
- 三ノ宮 - 岡山（神姫バス 三ノ宮 - 岡山）：2020年8月31日まで
- 姫路駅 - 岡山（神姫バス・中鉄バス・JRバス中国 播備ライナー）：2003年7月18日 - 12月24日まで

### アクセス
- ウエスト神姫 50・55系統 堂本バス停から徒歩約15分

## その他
- 本インターチェンジは神戸方面、山口方面の料金所・ランプウェイがそれぞれ県道を挟んで左右対称になっている。

## 隣
E2 山陽自動車道
(7)山陽姫路西IC - (8)龍野IC - (9)龍野西IC